# Escapulomancia
La escapulomancia es la práctica de adivinación que utiliza la escápula o los huesos del hombro. En el contexto de los huesos oraculares de la China antigua, que utilizó principalmente ambas escápulas y el caparazón de tortuga, la escapulomancia se ha utilizado a veces en un sentido muy amplio al referirse tanto a la escapulomancia como a la plastromancia (similar adivinación utilizando caparazones de tortuga). Aun así, el término osteomancia podría ser más apropiado al referirse a la adivinación que se realiza a partir de huesos. Muchos sitios arqueológicos a lo largo de la costa sur y las islas de la península de Corea muestran que las escápulas de ciervo y cerdo fueron usadas para rituales de adivinación durante el Periodo Protohistórico coreano, c. 300 AC- 300/400.
Históricamente, la escapulomancia ha adoptado dos modalidades principales. 
- en la primera, apiromántica, la escápula de un animal era sencillamente examinada después de su matanza. Esta forma estuvo extendida en Europa, África Del norte y Oriente Próximo
- sin embargo, en la segunda modalidad, la piromántica, la escapulomancia, implicaba el calentamiento o calcinación del hueso y la interpretación de los resultados, fue practicada en América del Norte y Asia Oriental.

La escapulomancia se menciona también  en el Capítulo 5 del Kojiki, el Registro japonés de Asuntos Antiguos, en el que figura cómo las deidades celestiales usaron este proceso de adivinación durante una consulta por parte de los dioses menores.
Es también un método de adivinacion entre los granjeros griegos y serbios, incluso hoy en día. Probablemente tiene un origen extremadamente antiguo. Más recientemente, se han encontrado referencias en las memorias de varios guerreros que lucharon durante la Guerra griega de Independencia. Siempre que  tenían un festín, solían asar carne de oveja o carne de cabra y después de la comida, cualquiera que supiera cómo leer la escápula la limpiaba de cualquier resto de carne y elevándola hacia la luz, interpretaba los varios puntos sombreados que aparecen en la parte transparente del hueso. Una escápula clara constituía un bueno presagio. Los puntos oscuros tenían su interpretación y por medio de ellos se pronosticaba el resultado de la batalla del día siguiente: la muerte o la supervivencia.
En la magia del Renacimiento, la escapulomancia fue clasificada como una de las siete artes prohibidas, junto con la necromancia, geomancia, aeromancia, piromancia, auiromancia e hidromancia.